# スポルディングのアラウンド・ザ・ワールド・ツアー
スポルディングのアラウンド・ザ・ワールド・ツアー（Spalding's Around the World Tour）とは、19世紀末にアルバート・スポルディングが野球の世界伝導を目的として行った世界一周興行である。

## 概要
1845年に生まれた近代野球は19世紀後半、特に60年代前半の南北戦争以後急速に広まりを見せた。そんな中、80年代最強のチームだったシカゴ・ホワイトストッキングスの球団会長兼オーナーであったアルバート・スポルディングは、オーストラリア及びその周辺にも野球を広めようと、1888年にオーストラリアへの興行スポルディングのオーストラリアン・ベースボール・ツアーを企画する。彼は自身のチームと対戦相手として選抜チームオール・アメリカズを率いて、シーズン終了後の10月20日に第1戦を終えてからシカゴを出発した。その初戦はかつて名投手であったスポルディング自身が先発し、自チームを勝利に導いて出発に花を添える。主な選手としてホワイトストッキングス側からキャップ・アンソンが、またオール・アメリカズ側からネッド・ハンロンやモンテ・ウォードがこの興行に参加している。
鉄道で西海岸に出る間、各地で試合を行い旅費を稼ぎ、11月18日にハワイ王国へ向けて出航。荒波で本来の予定より遅れて11月25日にホノルルに着いたために試合は出来なかったが、選手達はカラカウア王によってハワイ式宴会のルアウで饗され、翌26日にハワイを発った。12月10日にニュージーランドのオークランドに到着、当地で初めて海外での試合を行う。12月14日にオーストラリアのシドニーに到着し、シドニー、メルボルン、アデレード、バララットと各地で合計11試合を行い、熱狂的に歓迎された。
当所の予定では、ここで来た道を戻ってアメリカ合衆国に帰るはずだったが、しかし一行は更に西を目指す。この間の事情について後にスポルディングは
ところが、太平洋岸を出発する前に情勢を調査した私は、オーストラリアから世界をひとめぐりしてニューヨークに至る距離は、サンフランシスコを経由して戻るのとたいして変らないということに気づいたのである。私は選手諸君とこの問題を議論した。その結果、彼らは満場一致で、しかも熱狂的に地球一周旅行に賛成したので、くだんの道をとって帰国することを決定したのであった。
と振り返っている。詩人の平出隆は、この経緯を次のように形容した。
とりあえずはセカンドベース（二塁）という対蹠点をめざしていた打者走者が、一瞬のためらいと決断に足どりを揺るがしたのちに、一挙に二塁さらに三塁を駆け抜けてのホームへの快走に切り換えたとでもいうような熱い賭けの瞬間が、スポルディングとその一行の航行中の「議論」にあったということである。
年が変わって1889年1月8日にメルボルンを後にして、1月24日にイギリス領セイロンのセイロン島に到着し、1月26日にコロンボで試合を行った。スエズ運河を経由して2月8日にはエジプト・スルターン国のカイロに着き、翌9日にピラミッドをバックネット替わりに試合をする。アンソンはチームが行ったこの悪い遊びに「スフィンクスに対して謝罪しないといけない」と感じていた。さらに、イタリアではベズビオ山の陰で、フランスのパリでは完成目前のエッフェル塔の陰での興行。イギリスでは王太子の頃のエドワード7世を前にした御前試合も、「ベースボールは卓越せるゲームと拝見したが、クリケットのほうがよろしいかと思う」とつれない反応だった。
4月6日にニューヨーク港に入ると熱狂的な歓迎を受け、4月20日にシカゴで最後の試合を終えた。帰国祝賀会にはマーク・トウェインや大統領になる前のセオドア・ルーズベルトらがいた。また詩人のウォルト・ホイットマンもこの世界伝導に興奮していた一人である。
半年にわたって13の異国で56試合を行い、およそ20万人集めたというこのアラウンド・ザ・ワールド・ツアーは、興行主のスポルディングは黒字だったと言っているが、実際には5000ドルの赤字だったという説もある。しかし、目的が野球の世界伝導と自身の経営するスポーツ用品メーカースポルディング社の宣伝であり、またオフシーズンの遠征試合に国内も熱狂し野球人口増加に一役買ったという説もあって、この興行の成否を収支のみで語ることはできない。